# Grotta di Tischofer
La grotta di Tischofer (Tischofer Höhle in tedesco) è una caverna nel Kaisertal, valle appartenente alla catena montuosa del Kaiser, in Austria.
La grotta fu utilizzata come riparo a partire dall'età della pietra (dal 27.000 - 28.000 a.C.) e nell'età del bronzo come testimoniano i numerosi resti scheletrici, gli utensili in pietra e ossa, i cocci di ceramica e i gioielli in bronzo rinvenuti al suo interno.
Scavi condotti a partire dal 1906 hanno fatto emergere scheletri di persone e di oltre 300 orsi delle caverne, resti di volpi, lupi e renne.
Durante le guerre napoleoniche il luogo è stato utilizzato dai tirolesi insorti come rifugio e deposito di armi.